# Dióxido de bromo
El dióxido de bromo es un compuesto binario formado por la unión de un átomo de bromo con dos de oxígeno  y cuya fórmula es BrO2. Forma cristales inestables de color amarillo o amarillo anaranjado. Fue aislado por primera vez por R. Schwarz y M. Schmeißer en 1937 y se cree que es importante en la reacción atmosférica del bromo con el ozono.

## Reacciones
El dióxido de bromo se forma mediante descarga eléctrica cuando se una mezcla de gases de bromo y oxígeno, a baja temperatura y presión, por un tubo de descarga.
{\displaystyle {\ce {Br2(g) + 4O2 -> 2BrO2}}}
El dióxido de bromo también se puede formar mediante el tratamiento del gas bromo con ozono en triclorofluormetano a -50 °C. 
Cuando se mezcla con una base, el dióxido de bromo dismuta, reduciéndose a bromuro y oxidándose a bromato:
{\displaystyle {\ce {6BrO 2 + 6NaOH -> NaBr + 5NaBrO3 + 3H2O}}}